# Rudolf I av Böhmen
Rudolf I av Habsburg, född 1281, död 1307, var monark över Österrike och Böhmen. Han var ärkehertig av Österrike från 1298 till 1307, och kung av Böhmen från 1306 till 1307. Han var gift med Blanche av Frankrike och därefter med Elisabeth Rikissa av Polen; han hade inga efterlevande barn.